# ムースポート
ムースポート（英:Welcome to Mooseport）は、2004年の映画。ジーン・ハックマンはこの作品が最後の映画出演作となった。

## ストーリー
アメリカ合衆国大統領を2期も務めたモンロー・“イーグル”・コール。彼はメイン州の町ムースポートで余生をゆっくり過ごそうと考えていた。そこへ、ムースポートの町長に要請された彼は、断る理由もないコールは喜んで受けることにしたが、その夜女性獣医のサリーをデートに誘ったことで恋人の配管工ハンディがやきもちをやいて対立候補に名乗りを上げる。

## キャスト
| 役名                 | 俳優                         | 日本語吹替                                                                 | 日本語吹替                |
| 役名                 | 俳優                         | ソフト版                                                                   | 機内上映版                |
| -------------------- | ---------------------------- | -------------------------------------------------------------------------- | ------------------------- |
| モンロー・コール     | ジーン・ハックマン           | 池田勝                                                                     | 池田勝                    |
| ハロルド・ハリソン   | レイ・ロマーノ               | 寺杣昌紀                                                                   | 家中宏                    |
| グレース             | マーシャ・ゲイ・ハーデン     | 佐々木優子                                                                 | 宮寺智子                  |
| サリー・マニス       | モーラ・ティアニー           | 塩田朋子                                                                   | 葛城七穂                  |
| バラード             | フレッド・サヴェージ         | 白鳥哲                                                                     | 高戸靖広                  |
| シャーロット・コール | クリスティーン・バランスキー | 一条みゆ希                                                                 | 園田恵子                  |
| マーサ               | ジャッキー・リチャードソン   | 磯辺万沙子                                                                 | 真山亜子                  |
| バート               | リップ・トーン               | 菅生隆之                                                                   | 広瀬正志                  |
| モーリス             | ウェイン・ロブソン           | 亀山助清                                                                   |                           |
| アーマ               | ジューン・スキッブ           | 定岡小百合                                                                 | 片岡富枝                  |
| ステュー             | ジョン・ロスマン             |                                                                            | 松井範雄                  |
| ケント               | フィリップ・ウィリアムス     | 浦山迅                                                                     | 後藤史彦                  |
| ルーベン             | ジム・フェザー               |                                                                            | 北村弘一                  |
| ファーン             | ジェイン・イーストウッド     |                                                                            | 中澤やよい                |
| ハーブ               | エド・フィールディング       |                                                                            | 丸山詠二                  |
| ダイヤー             | カール・プルーナー           |                                                                            | 原田晃                    |
| クラウド             | デヴィッド・マクニーヴェン   |                                                                            | 浦山迅                    |
| マンディー           | リーガン・パステルナーク     |                                                                            | 田中美代子                |
| ディーナ             | ジェシカ・ホームズ           |                                                                            | 八木かおり                |
| ジュディー           | コリーン・ウィリアムス       |                                                                            | 中川和恵                  |
| ボブ                 | ポール・ベイツ               |                                                                            | 新垣樽助                  |
| 管制塔               | ジェームズ・バートレット     |                                                                            | 武虎                      |
| その他               | N/A                          | 小形満 山野井仁 宗矢樹頼 川島得愛 大浦冬華 平野稔 星野充昭 浅井晴美 西宏子 | ―                         |
|                      |                              |                                                                            |                           |
| 演出                 |                              | 簑浦良平                                                                   | 二瓶紀六                  |
| 翻訳                 |                              | 中村久世                                                                   | 岩本令                    |
| 制作                 |                              | 20世紀フォックス                                                           | 20世紀フォックス 東北新社 |

## 評価
評価は否定的なものが多く、Rotten Tomatoesでは、144人のレビューで13％で、平均点は10点満点で4.2 だった。サイト側による批評家の見解の要約は「才能のあるキャストを無駄に使った穏やかなコメディ」だとしている。だが、シカゴ・サンタイムズのロジャー・イーバートは、「映画がうまくいくかどうかは、俳優の魅力にかかっているかどうか」と書いて、4つの星のうち3つ星とした。